# Wang Sun-jae
Wang Sun-jae (en coreano: 왕선재; Corea del Sur; 19 de marzo de 1959) es un exfutbolista y entrenador de fútbol de Corea del Sur que jugaba en la posición de delantero.

## Carrera

### Club
| Periodo   | Club                   |
| --------- | ---------------------- |
| 1983–1984 | Hanil Bank FC          |
| 1985–1986 | Lucky-Goldstar Hwangso |
| 1987–1988 | POSCO Atoms            |
| 1988–1989 | Hyundai Horang-i       |

### Selección nacional
Jugó para Corea del Sur en una ocasión en 1984 y anotó dos goles. Estuvo en la convocatoria de la Copa Asiática 1984.

### Entrenador
| Periodo   | Club                        |
| --------- | --------------------------- |
| 1992–1994 | Wonju Technical High School |
| 1998–2000 | Dong-A University           |
| 2002–2003 | Suwon Samsung Bluewings     |
| 2007      | Adap Galo Maringá FC        |
| 2007–2011 | Daejeon Citizen FC          |
| 2018      | Yanbian Beiguo              |

## Logros

### Club
- Campeonato nacional de fútbol coreano: 1

1983

### Individual
- Goleador del Campeonato nacional de fútbol coreano en 1983.[2]